# Djuptjärnbo
Djuptjärnbo är ett naturreservat i Leksands kommun i Dalarnas län.
Området är naturskyddat sedan 2007 och är 27 hektar stort. Reservatet består av tallskog i de högre partierna, granskog i de lägre. I väster och nordväst finns två bäckar och mindre våtmarker.

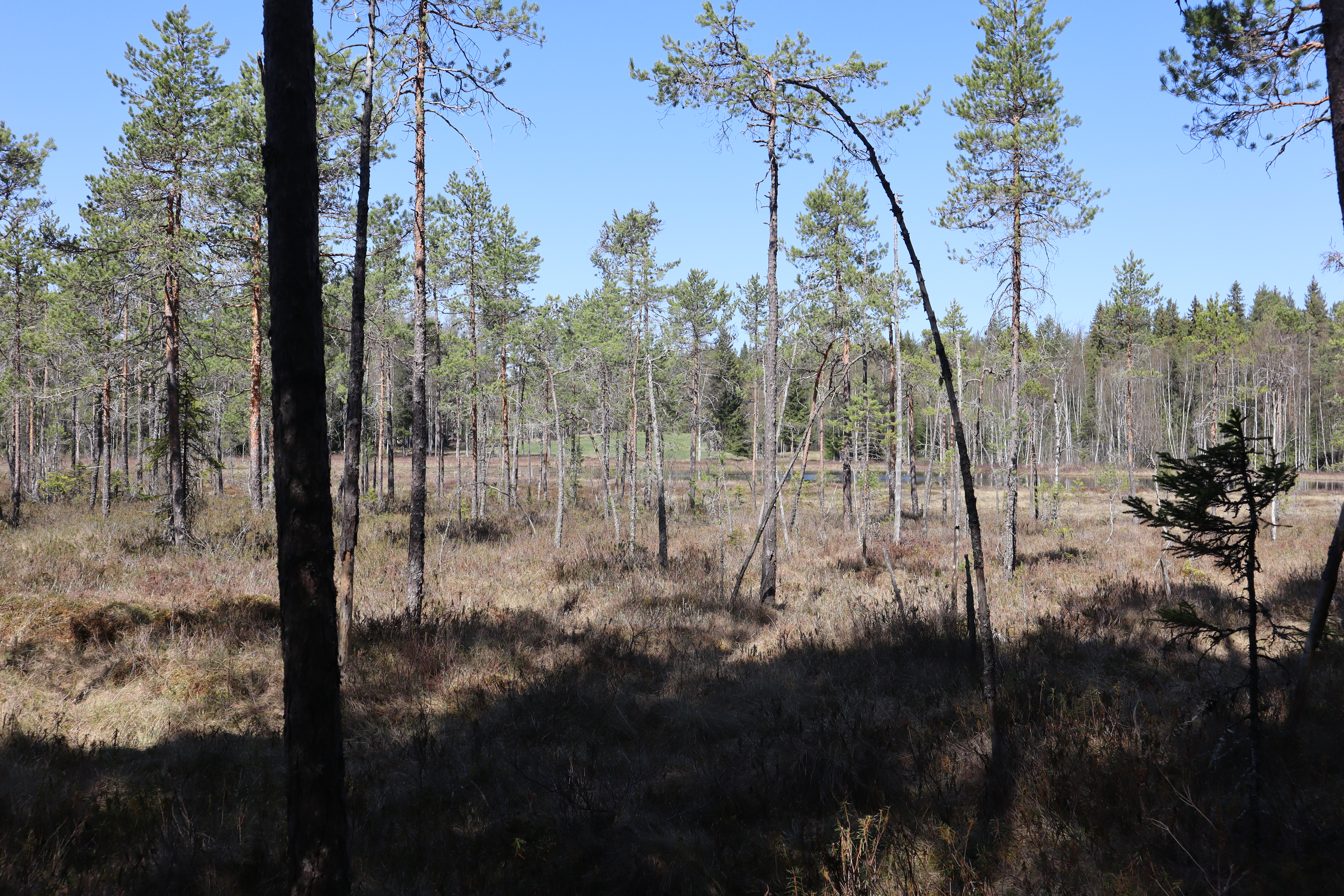
Våtmark.
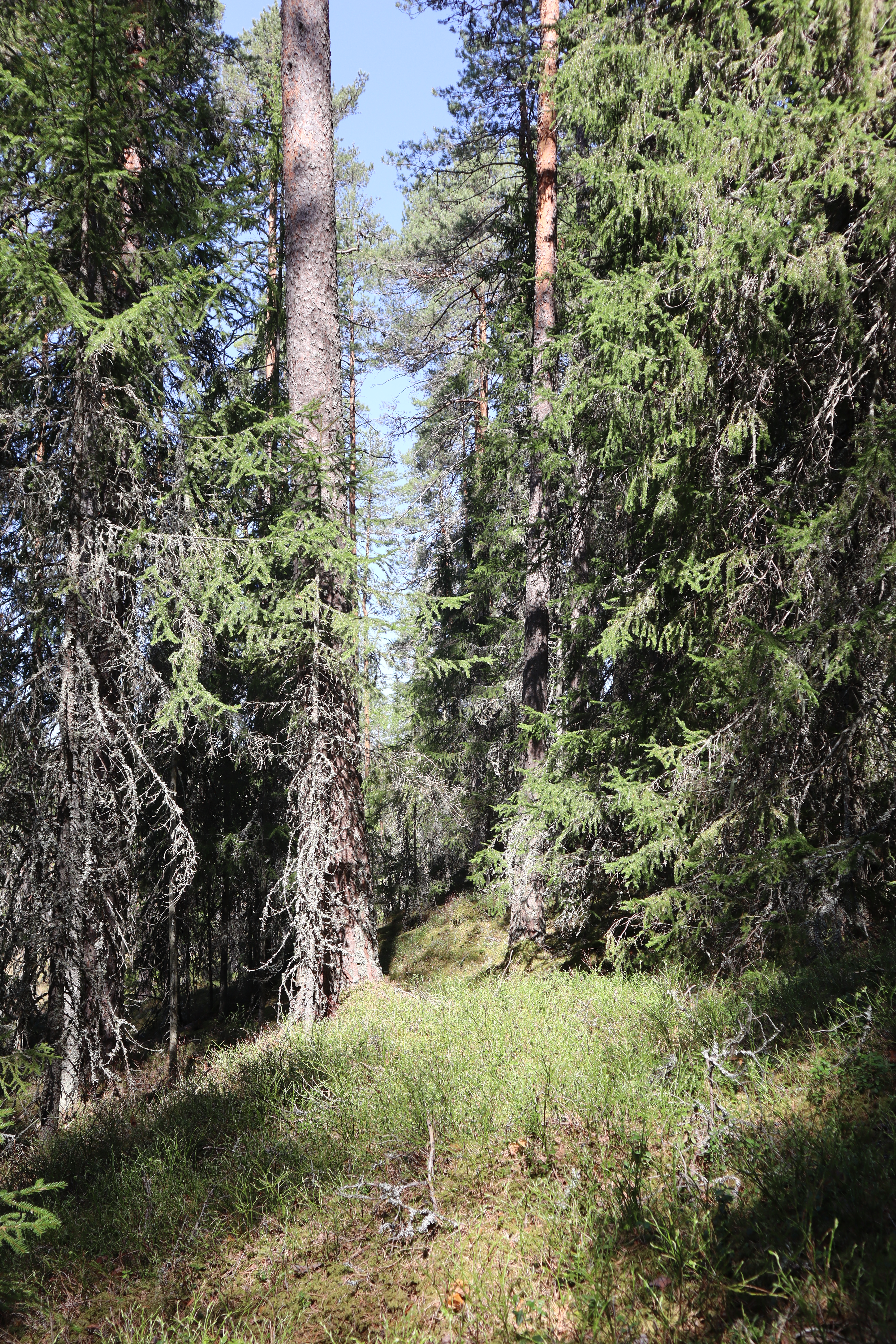
Granskog.
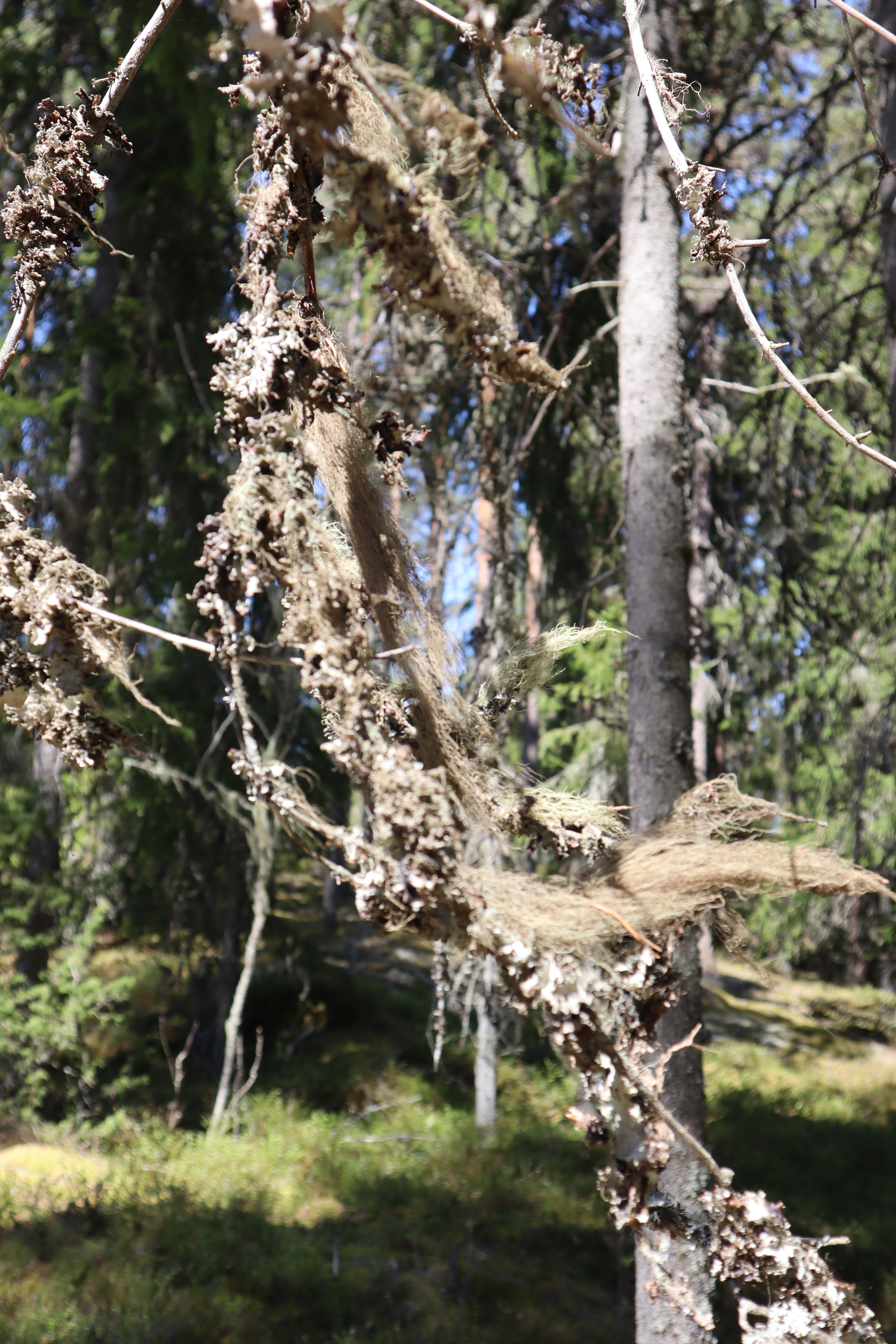
Violettgrå tagellav.
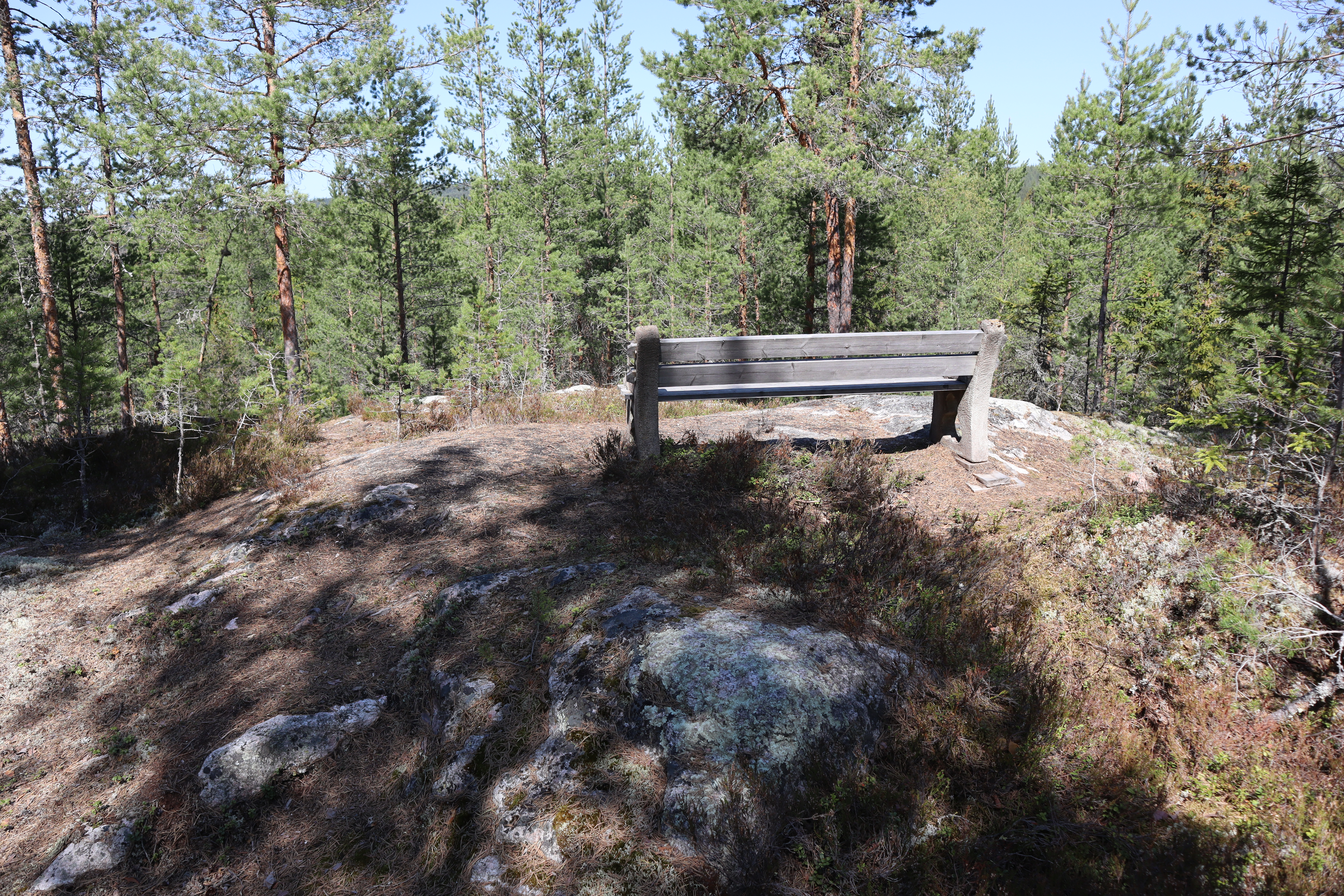
Utsiktsbänk.
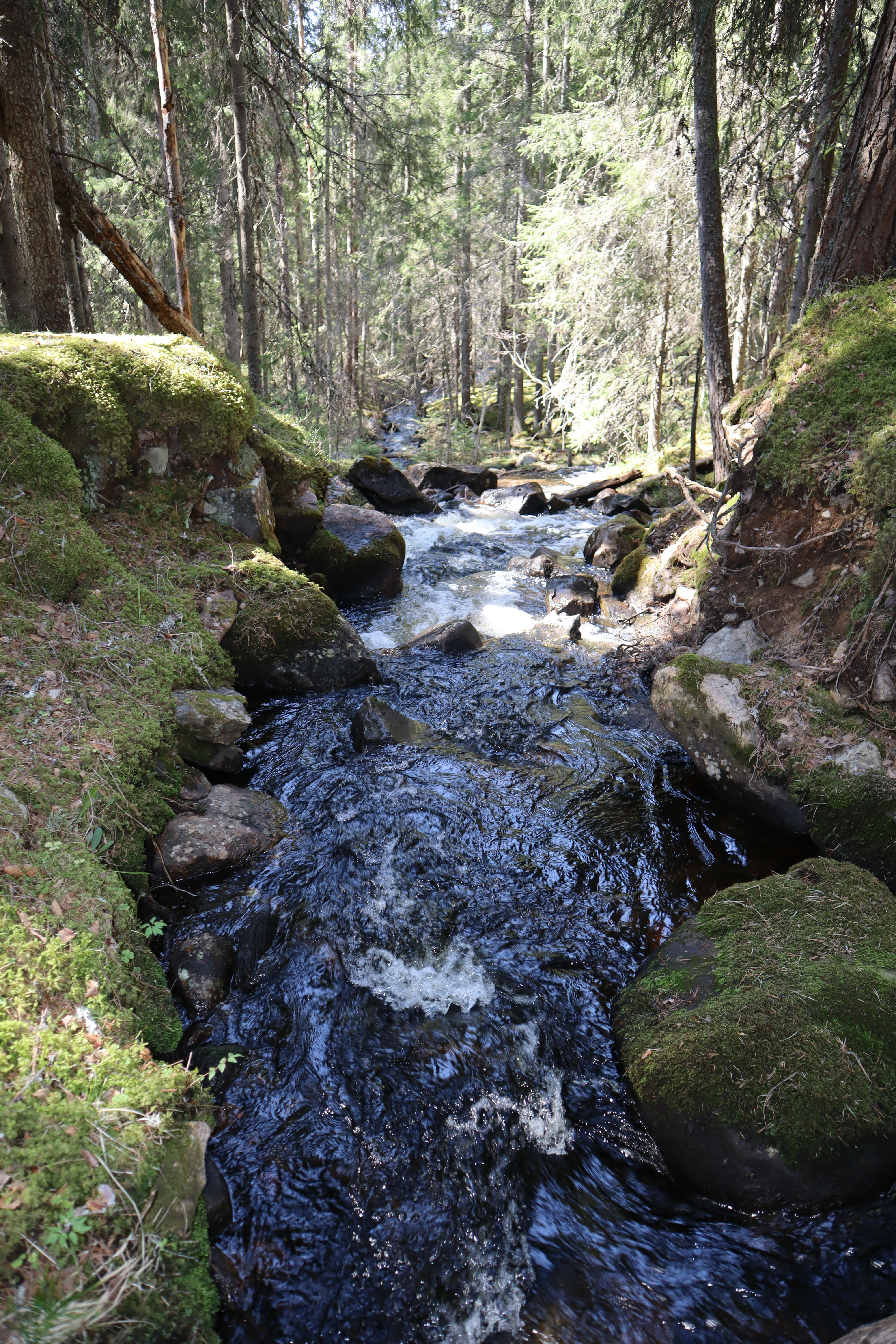
Bäck.